# Calyptopsis clypeata
Calyptopsis clypeata (лат.) — вид жуков-чернотелок рода Calyptopsis из трибы Tentyriini (Pimeliinae).

## Распространение
Центральная Азия: северо-восточный Афганистан, северо-восточный Иран (Хорасан-Резави), южный Туркменистан (в предгорных районах от Ашхабада до Кушки).

## Описание
Жуки длиной около 1 см. Наиболее сходен с Calyptopsis kermanica формой тела, тонкими и короткими усиками, а также пунктировкой головы и переднеспинки, состоящей из редких круглых точек, но отличается квадратным (длина равна ширине) пронотумом (у C. kermanica, пронотум поперечный), неравномерно зубчатым передним вертикальным краем фронтоклипеуса (он гладкий у C. kermanica), а также в строении гениталий самки гениталий.